# Đường mòn Pacific Crest
Đường mòn Pacific Crest (thường được viết tắt là PCT, và đôi khi chỉ định là đường mòn thắng cảnh quốc gia Pacific Crest) là một đường mòn dài dành cho người đi bộ và cưỡi ngựa liên kết chặt chẽ với các phần cao nhất của dãy núi Sierra Nevada và dãy núi Cascade, nằm 100 150 dặm (160–240 km) về phía đông của bờ biển Thái Bình Dương của Mỹ. Điểm cuối phía nam của đường mòn nằm trên biên giới với Mexico, và điểm cuối phía bắc của biên giới Mỹ-Canada trên các cạnh của Manning Park ở British Columbia Hoa Kỳ; hành lang của mình qua Mỹ là ở các bang California, Oregon, và Washington.
Đường mòn Pacific Crest Trail có chiều dài 2.663 mile (4.286 km) dài và nằm ở độ cao từ trên mực nước biển tại biên giới Oregon-Washington tới độ cao 13.153 feet (4009 m) ở đèo Forester ở Sierra Nevada. Tuyến đường đi qua 25 rừng quốc gia và 7 vườn quốc gia. Trung điểm của nó là gần Chester, California (gần núi Lassen), nơi các dãy núi Sierra và Cascade gặp nhau.